# 天母運動公園
25°06′54″N 121°32′03″E / 25.11500°N 121.53417°E

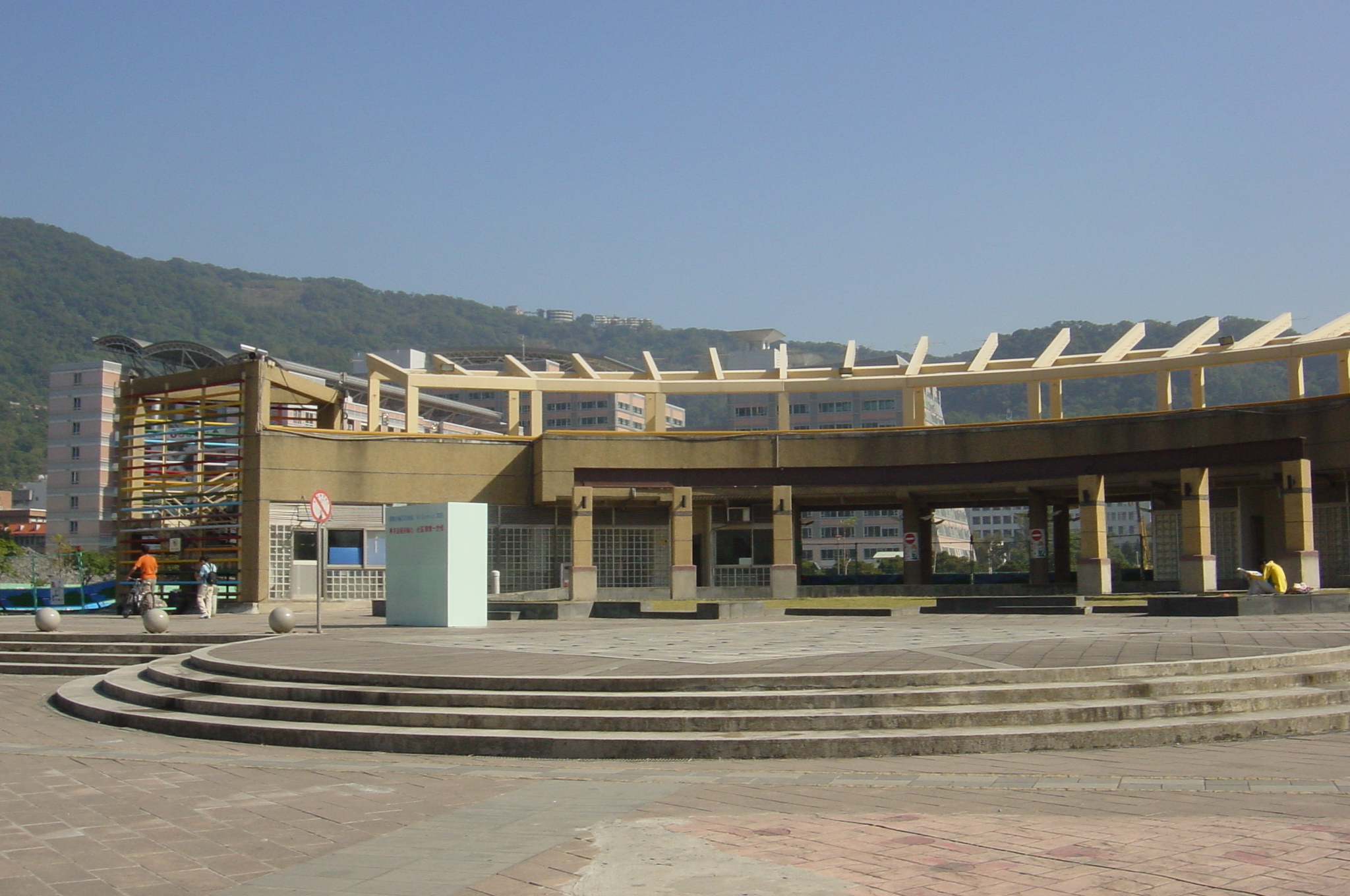
天母運動公園管理中心

天母運動公園亦稱天母運動園區，為臺北市士林區天母地區的運動公園，地址位於臺北市士林區忠誠路2段77號，於2000年啟用，面積約168公畝。2020年5月4日，天母運動公園兒童遊樂場完成整建，定名為天母夢想樂園，提供兒童具有挑戰性的共融式遊樂園。

## 沿革
天母運動公園原屬於臺北市體育處（今臺北市政府體育局）管轄下的公園之一，後來管理權移交臺北市立體育學院（現臺北市立大學天母校區）管理，並預定作為該校未來的教學用地；但土地變更程序的瑕疵使外界誤以為天母運動公園已為北體校舍，造成天母地區居民反感，綠色消費者基金會發動「台北市民共管天母運動公園」網路連署。
2020年5月4日，於公園內新設立的共融式遊樂場「天母夢想樂園」正式對外開放，此遊樂場是由還我特色公園行動聯盟的成員，透過臺北市參與式預算的提案流程所成案而設立。

## 概要
目前主要的運動公共設施有網球場6面、溜冰場1座、兒童遊戲場1座、露天小劇場1座、籃球場4座、多用途草坪1面。並且具有夜間照明、廁所、水景景觀、服務中心等等設施。另外天母棒球場也位於天母運動公園內部，為士林天母地區民眾最常造訪的公園，也是周圍居民每天早晨運動的中心。

## 照片

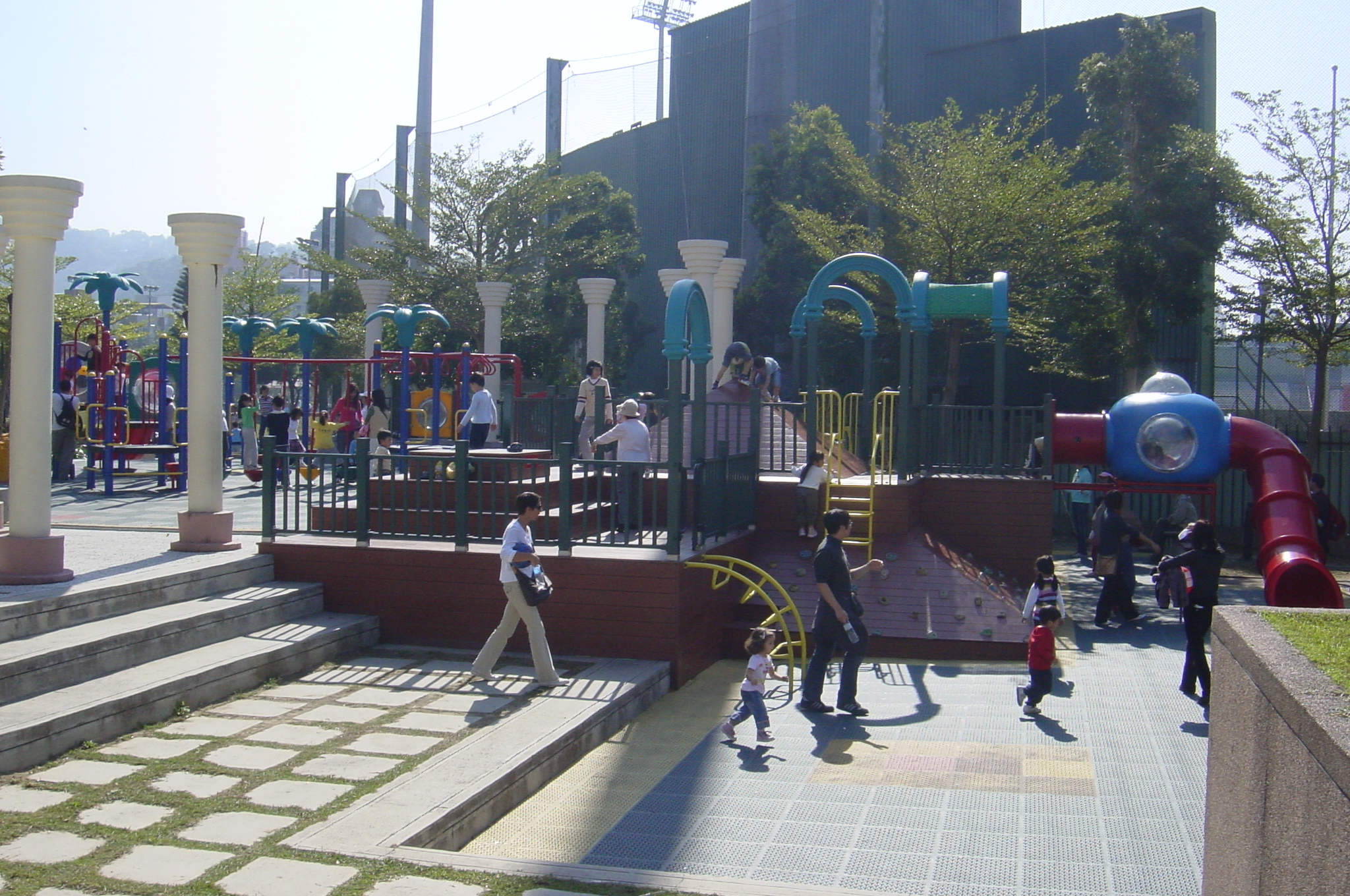
天母運動公園兒童遊戲設施
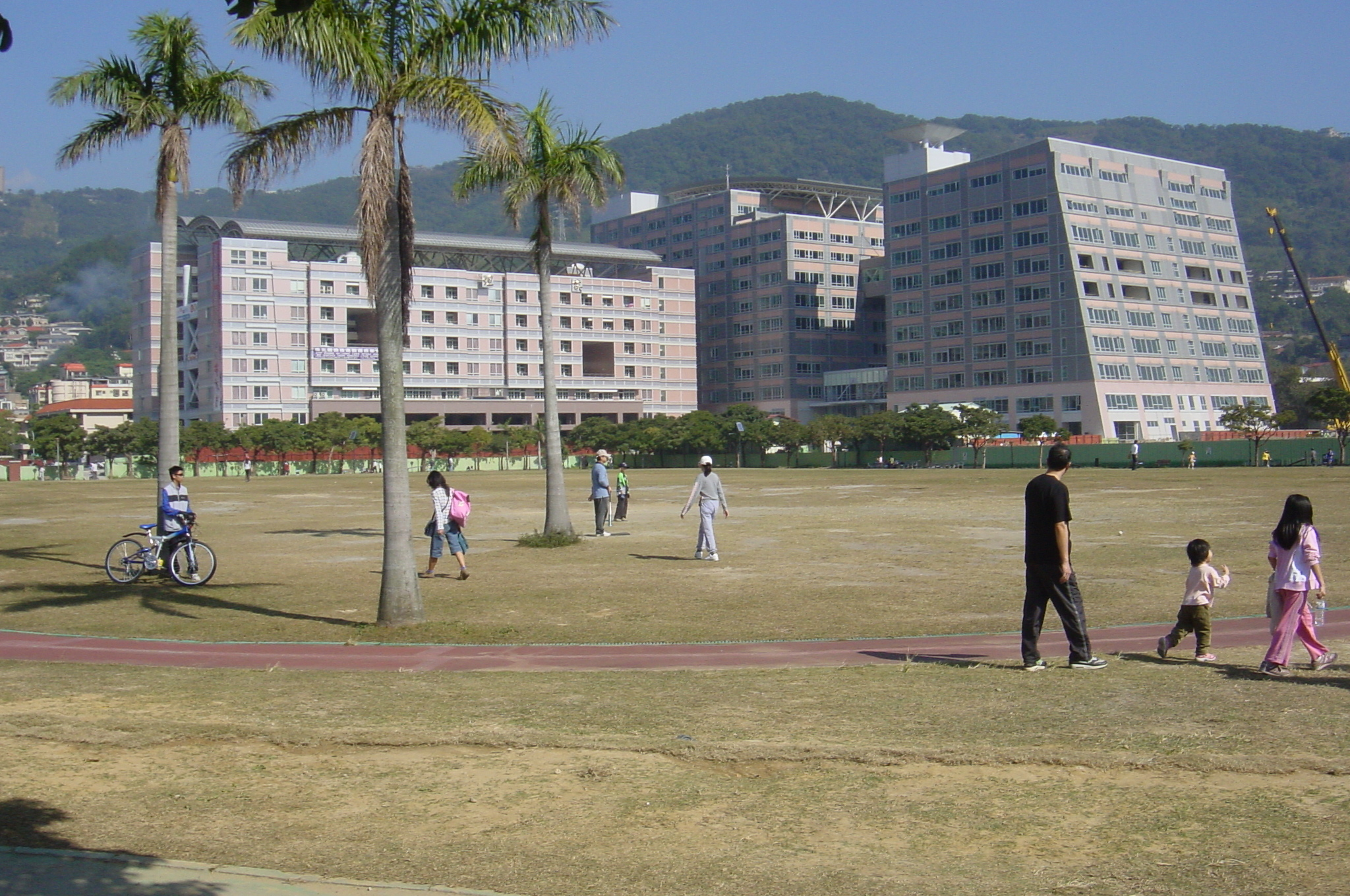
天母運動公園運動草坪（背景為臺北市立大學天母校區）
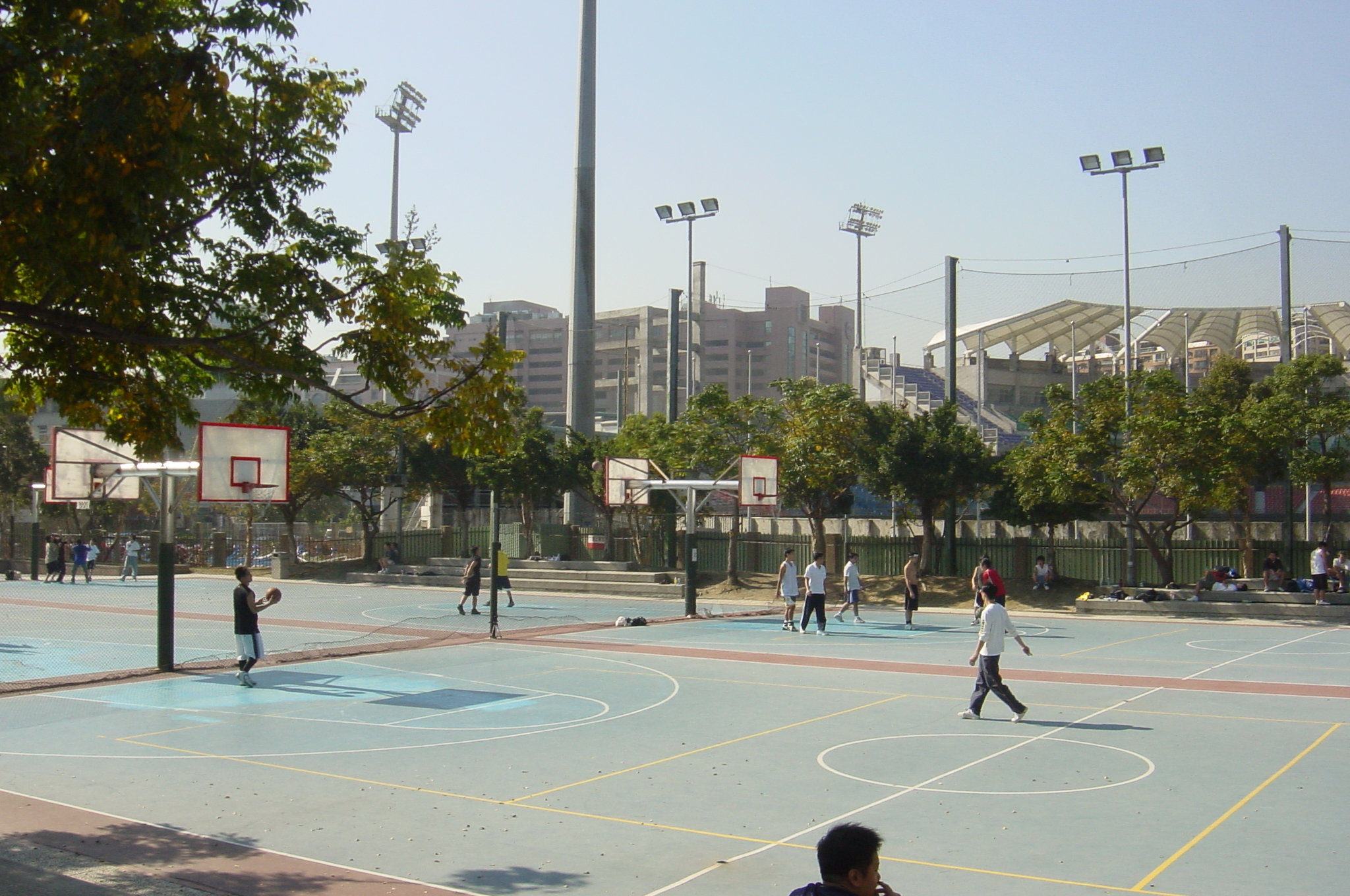
天母運動公園籃球場（背景為天母棒球場與大葉高島屋）

## 外部連結
- 天母運動場區  牛棚及打擊練習區[].臺北市政府體育局
- 天母運動場區  戶外小劇場[].臺北市政府體育局
- 天母運動場區  籃球場 （页面存档备份，存于）.臺北市政府體育局
- 天母運動場區  網球場 （页面存档备份，存于）.臺北市政府體育局
- 天母運動場區  天母滾球場 （页面存档备份，存于）.臺北市政府體育局
- 天母運動場區  溜冰場[].臺北市政府體育局
- 天母運動場區  棒球場售票亭前廣場[].臺北市政府體育局
- 天母運動場區  水景廣場前區域 （页面存档备份，存于）.臺北市政府體育局
- 天母運動場區  多用途草坪 （页面存档备份，存于）.臺北市政府體育局
- 天母運動場區  棒球場 （页面存档备份，存于）.臺北市政府體育局
- 天母運動場區  田徑場(含：跑道、足球場)[].臺北市政府體育局